# Boleslas Biegas
Bolesław Biegas, pseudonyme de Bolesław Biegalski, est un peintre et sculpteur symboliste franco-polonais, ainsi qu'un écrivain et auteur dramatique né le 29 mars 1877 à Koziczyn dans la région de Varsovie en Pologne et mort à Paris le 30 septembre 1954.

## Biographie
L'enfance de Bolesław Biegas est marquée par la mort de ses parents et de son frère qui l'incline vers un tempérament méditatif et morbide.
Salué comme un nouveau Giotto, d'ailleurs comme lui il fut berger, il poursuit ses études grâce à de généreux mécènes, la famille Trutschel, mais son individualisme provoque son renvoi de l'Académie des beaux-arts de Cracovie où il reçut l'enseignement du sculpteur Konstanty Laszczka. 
Il se lie à la Sécession viennoise puis s'installe à Paris dans son atelier de la rue de Bagneux,. Adolphe Lavée avait également son atelier dans cette rue.

## Œuvre

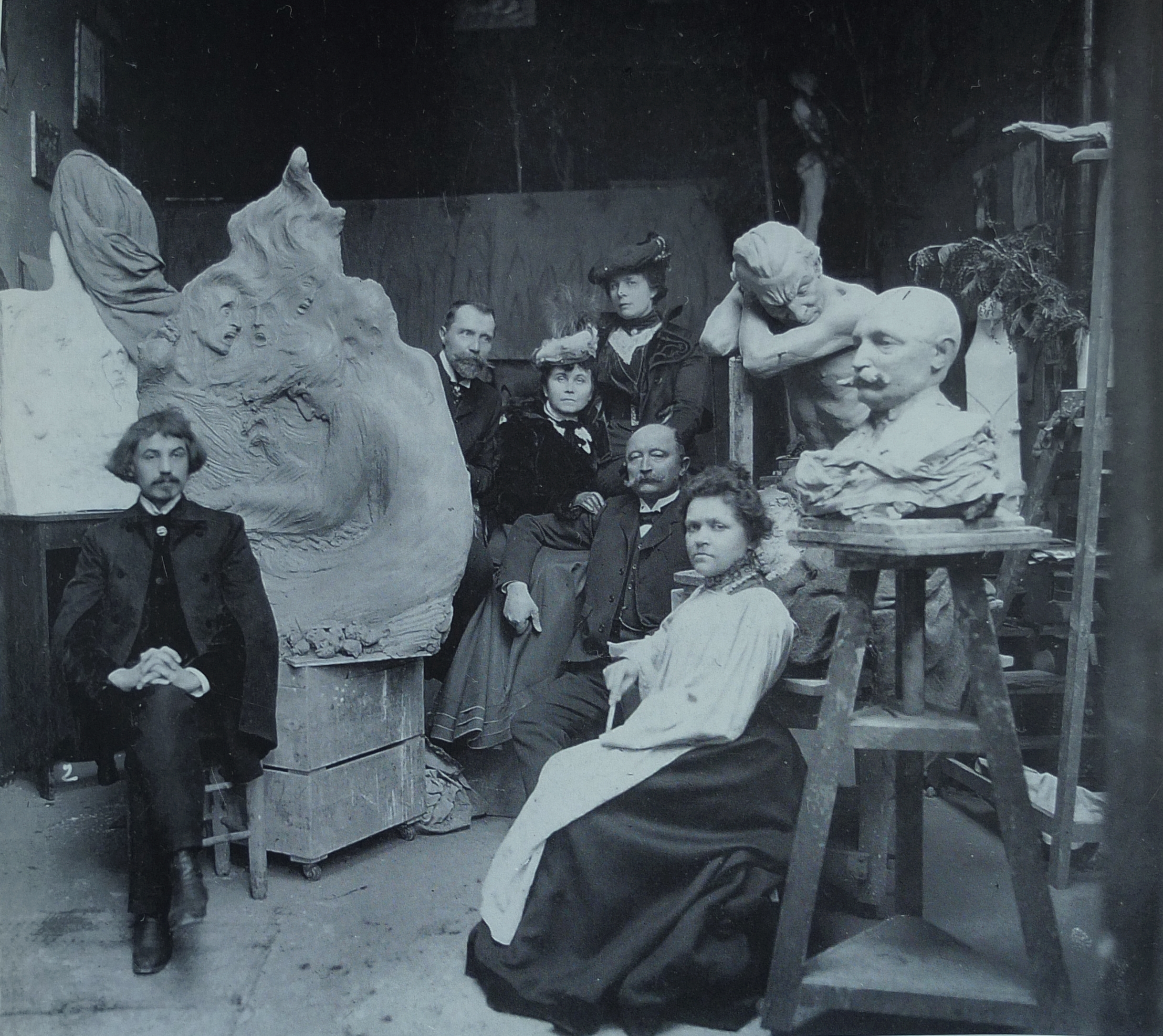
Bolesław Biegas posant dans son atelier parisien en février 1902 devant son Monument à Chopin inachevé.

La sculpture à l'apparence primitive, monolithique, totémique, porte des mouvances, des sinuosités, très expressives d'une grande virtuosité comme dans son Monument à Chopin, ou son Sphinx du musée d'Orsay de 1902, relief en plâtre aux courbes épurées, mystérieuses, comme habité par une parole primitive. Artiste à l'imagerie sombre et spirituelle, il se passionna pour le thème du sphinx, énigme existentielle à ses yeux, et pratiqua un art pénétré de symbolique cosmologique et philosophique.
Dans sa peinture, il utilisa une technique dite « sphériste » dans de nombreux portraits, qui n'eut guère d'émules, sauf peut-être chez quelques futuristes[réf. souhaitée].
Ses cycles sont nombreux : châteaux mystérieux, la mystique infinie, tableaux bleus, les Vampires de guerre…
Ses œuvres plus tardives évoquent des palais féeriques et illuminés, apparitions nocturnes et autres visions mystiques et oniriques de l'infini.
Le musée Boleslas Biegas à Paris conserve une partie de ses œuvres.

## Expositions
- Château de Bagatelle, Paris, 1992.
- Biegas et la Musique, Paris, Bibliothèque polonaise[3], octobre-décembre 2006.
- Biégas et les poètes, Paris, Bibliothèque polonaise[3], octobre-decembre 2014.